# Exxon Valdez
El 24 de març de 1989 el petrolier «Exxon Valdez», amb una càrrega d'1,48 milions de barrils de cru, va vessar a la badia del Prince William Sound, Alaska, 37.000 tones d'hidrocarbur. Alaska va viure la pitjor tragèdia ecològica de la seva història, en encallar el petrolier i abocar milions de litres de cru sobre més de 2.000 quilòmetres de costa.
Per a la neteja de la marea negra es van utilitzar aspiradors i mànegues d'aigua calenta a pressió. També es va intentar traslladar el cru que encara contenia l'Exxon Valdez a altres petroliers. Els danys a la fauna que es van produir en aquesta zona encara se segueixen estudiant. L'abocament va conduir a l'aprovació d'una nova legislació mediambiental als Estats Units d'Amèrica (Oil Pollution Act 1990).

## Descripció dels fets
El 24 de març de 1989, poc després mitjanit, el vaixell petrolier Exxon Valdez va entrar a l'Estret del Príncep Guillem al Golf d'Alaska, va embarrancat en els esculls i va vessar més de 41.000 m³ de petroli. El vessament era el més gran de la història dels EUA i va posar a prova la preparació i la capacitat de resposta de les organitzacions locals, nacionals i industrials de davant d'un desastre de tal magnitud. Molts factors van complicar els esforços de neteja que seguiren el vessament. La grandària del vessament i la seva localització remota, accessible solament en helicòpter i vaixell, dificultà els esforços del govern i de la indústria.
El vessament va plantejar amenaces a la delicada cadena tròfica que manté la indústria pesquera professional a la badia del Príncep Guillem. També posà en perill deu milions d'ocells i aus aquàtiques migratòries, centenars de llúdrigues de mar, dotzenes d'altres espècies de la riba, tals com marsopes i lleons marins, i diverses varietats de balenes.
Com que l'incident va ocórrer en aigües navegables obertes, el coordinador de la Guàrdia Costanera dels Estats Units d'Amèrica tenia autoritat per a totes les activitats relacionades amb les tasques de neteja. La seva primera acció va ser tancar immediatament el port de Valdez a tot el tràfic. Un investigador dels guardacostes i un representant del departament de conservació ambiental d'Alaska van visitar l'escena de l'incident per a determinar els danys. Al migdia del divendres 25 de març es va reunir, per teleconferència, l'equip regional de resposta d'Alaska, que activar l'equip nacional de resposta ràpida.
Alyeska, l'associació que representa set companyies petrolieres que treballaven a Valdez, inclosa Exxon, va assumir la responsabilitat de la neteja, d'acord amb la planificació d'urgència de l'àrea. Alyeska va obrir un centre de comunicacions d'emergència a Valdez i poc després del vessament les operacions se centraren a Anchorage, Alaska.
Els guardacostes van ampliar ràpidament la seva presència a la zona i el personal d'altres agències federals també va arribar per ajudar. Els especialistes en tècniques de bioremediació de l'EPA van col·laborar en la neteja del vessament i l'administració oceànica i atmosfèrica nacional va estar implicada en el proveïment dels informes meteorològics per a l'Estret del Príncep Guillem permetent que l'equip de neteja adaptés els seus mètodes a les condicions atmosfèriques canviants. Els especialistes de l'institut de marina de Hubbs a San Diego, Califòrnia i el centre d'investigació internacional de l'ocell de Berkeley, Califòrnia, van establir un centre per a netejar i rehabilitar les aus aquàtiques afectades.
S'intentaren tres mètodes en l'esforç de neteja del vessament: 
• Crema del cru 
• Neteja mecànica 
• Dispersors químics
Al començament es provà la crema controlada de part del vessament, allunyant-lo de la taca principal i del vaixell a una distància suficient per evitar que el foc posés en perill el vessament principal o l'Exxon Valdez. Més tard s'inicià la neteja mecànica. Però els equips necessaris no van arribar fins 24 hores després del vessament i, a més, es perdé molt de temps amb les reparacions de la maquinària danyada. La transferència del cru dels recipients d'emmagatzematge temporal a envasos permanents era també difícil a causa del pes i el gruix de cru. El mal temps continuat encara retardà més aquesta tasca. En tercer lloc, s'assajà amb l'ús dispersors, pràctica que fou polèmica. Alyeska tenia menys de 15.000 litres de dispersor a la seva terminal al Valdez, i no disposava de cap equip o avió per a la seva aplicació. Una companyia privada va aplicar dispersors el 24 de març, amb un helicòpter, però, en vista que no hi havia prou onatge per a barrejar el dispersor amb el cru a l'aigua, els representants del guardacostes van concloure que els dispersors no eren efectius.
Des de les primeres fases de les operacions de neteja es van fer esforços per preservar àrees sensibles. Es van identificar els ambients vulnerables, se'n va definir el grau de contaminació i se'ls va assignar un ordre de prioritat de neteja. Les localitzacions de cria de foques i els punts de cria de peixos van rebre la priortitat més alta, i es van aprovar tècniques especials de neteja per a aquestes zones. Tot i la identificació d'àrees sensibles i l'inici ràpid de la neteja del litoral, el rescat de la fauna va ser lent degut a que no van arribar els recursos adequats per a aquesta tasca prou ràpidament. Molts ocells i mamífers van morir pel contacte directe amb el cru o a causa de la pèrdua de recursos alimentaris.
Arran de l'incident de l'Exxon Valdez, el Congrés va aprovar l'Oil Pollution Act (Llei sobre la Pol·lució per Hidrocarburs) de 1990, gràcies a la qual, avui, els bucs dels tancs proporcionen una millor protecció contra vessaments en cas d'un accident similar, i les comunicacions entre els capitans de vaixell i els centres del tràfic marítim han millorat per garantir una navegació més segura.

## Evolució de les taques de petroli
Quan es vessa petroli al mar, aquest sura i es va expandint contínuament per la superfície, fins a arribar a formar una capa molt extensa i fina, amb un gruix de només dècimes de micròmetre. S'ha comprovat que 1 m³ de petroli pot arribar a formar, en una hora i mitja, una taca de 100 m de diàmetre i 0,1 mm de gruix.
Una gran part del petroli (entre un i dos terços) s'evapora i es descompon per fotooxidació a l'atmosfera.
Del cru que queda a l'aigua:
- Una part pateix fotooxidació
- Una altra part es dissol en l'aigua, sent la part més perillosa des del punt de vista de la contaminació
- La part que queda forma, a causa de l'onatge, la “mousse”: una emulsió gelatinosa d'aigua i oli que es converteix en boles de quitrà denses, semisòlides, amb un aspecte asfàltic. Per exemple: S'ha calculat que en el centre de l'Atlàntic hi ha unes 86 000 tones d'aquest material, principalment en el Mar dels Sargassos que té una capacitat per acumular-ne perquè les algues, molt abundants en la zona, queden enganxades al quitrà.

## Sistemes de neteja dels vessaments de petroli
En el cas concret de l'Exxon Valdez es va optar per tres tècniques de neteja: crema del cru, neteja mecànica i dispersors químics.
- Contenció i recollida: Es rodeja el petroli vessat amb barreres (mànegues de plàstic flotants) i es recupera amb raseres o escumadores que són sistemes que succionen i separen el petroli de l'aigua per: 
  - Centrifugació: aprofitant el fet que l'aigua és més pesant que el cru, s'aconsegueix separar els dos elements. L'aigua és expulsada per la banda inferior de la centrífuga, mentre que el petroli es bombeja per la part superior.
  - Bombeig per aspiració.
  - Adherència a tambors o discos giratoris, que s'introdueixen en la taca perquè el cru hi quedi adherit, després es rasca i el petroli que ha quedat a l'eix de gir es bombeja a l'embarcació de recollida.
  - Fibres absorbents: s'utilitzen materials plàstics o oleofílics que actuen com una baieta i absorbeixen petroli, s'espremen a l'embarcació de recollida i tornen a ser utilitzats per absorbir més cru.

Aquestes tècniques no causen danys i són molt emprades, però la seva eficiència no és gaire elevada: en els millors casos arriba a un 10-15%.
- Incineració: Cremar el petroli vessat sol ser la forma més eficaç de fer-lo desaparèixer. En circumstàncies òptimes es pot arribar a eliminar un 95% de l'abocament. El principal problema del mètode és que produeix grans quantitats de fum negre que, encara que no contingui gasos més tòxics que els normals que es formen en cremar el petroli a la indústria o als automòbils, és més espès pel seu alt contingut en partícules.
- Dispersants químics: Són substàncies químiques similars als detergents que trenquen el petroli en petites gotetes (emulsió), de forma que es dilueixen els efectes nocius de l'abocament i es facilita l'actuació dels bacteris que digereixen els hidrocarburs. És molt important escollir bé la substancià química que s'utilitza com a dispersant, perquè amb algunes de les que es van utilitzar als primers accidents, com per exemple el de Torrey Canyon, es va descobrir que eren més tòxiques i causaven més problemes que el mateix petroli. En l'actualitat existeixen dispersants de baixa toxicitat autoritzats.
- Neteja de les costes: De vegades s'utilitzen dolls d'aigua calenta a pressió per arrossegar el petroli des de la línia de la costa a l'aigua. Aquest mètode sol fer més mal que bé perquè enterra els hidrocarburs més profundament a la sorra i mata tots els éssers vius de la platja. Es va utilitzar extensament en aquest accident de l'Exxon Valdez perquè l'opinió publica exigia la neteja i el mètode, encara que nociu, deixa la platja amb un aspecte aparentment net. Però després es va comprovar que les zones que s'havien deixat perquè es netegessin de manera natural, al cap d'uns mesos estaven en millors condicions que les que s'havien sotmès al tractament, demostrant que consideracions estètiques a curt termini no han d'imposar-se a plantejaments ecològics més importants a llarg termini.

### Incineració in situ
Encara que el rendiment de la incineració depèn de diversos factors físics, els assajos i aplicacions actuals d'aquest procés sobre les taques de petroli indiquen la seva efectivitat en l'eliminació de grans quantitats de combustible a l'aigua. Sota condicions òptimes, la incineració pot suposar la desaparició del 95-98% de l'abocament en el mar.
La crema de combustible és més efectiva sobre el cru que en altres tipus de petroli. Amb combustibles de menor densitat i viscositat és difícil mantenir un gruix de capa inflamable; amb els de densitats superiors i menys volàtils és més complicada la ignició.
L'objectiu de la incineració és protegir el medi ambient tant com sigui possible, sempre que es pugui assegurar que l'impacte en la contaminació de l'aire no posi en perill la salut humana. Normalment, els efectes contaminants de la incineració són de curta durada, però de dimensions considerables. Tanmateix, cal no oblidar que la taca de petroli produeix contaminació atmosfèrica encara que no s'efectuï la incineració. Com a conseqüència, els responsables han de considerar els riscos relatius que suposa la producció de vapors de petroli a temperatura ambient en contraposició al fum creat en el procés de combustió. Si els vapors originats a partir d'una gran taca de petroli arribessin a una zona poblada podrien plantejar una amenaça per a la salut pel seu contingut en compostos orgànics volàtils que provenen d'una combustió incompleta com benzè, toluè, xilè, hexà, etc.
La combustió del petroli produeix un dens núvol negre. El color fosc del fum és degut a petites partícules de carboni, les quals es poden allotjar en l'interior dels pulmons, causant problemes respiratoris o agreujant els símptomes de pacients amb malalties cardíaques o pulmonars. Els estudis indiquen que la concentració dels gasos produïts està dins dels límits de seguretat humans si s'han produït més enllà de tres milles (4,8 km) a sotavent de la font.

### Dispersants químics[2][3][4][5][6][7]
Els dispersants són agents químics que alteren el comportament físic dels hidrocarburs sobre la superfície del mar. Consisteixen en una mescla d'agents tensioactius dissolts en un solvent que ajuda a fer que la barreja penetri en els hidrocarburs. Aquests agents redueixen la tensió superficial, augmentant la velocitat de formació de petites gotes i inhibint la seva coalescència. Els seus efectes són els següents:
- Eviten que els hidrocarburs es desplacin a causa de l'acció del vent. Així es contribueix a la protecció de zones que podrien veure’s afectades a causa de la permanència del contaminant a la superfície marítima.
- Potencien la biodegradació dels hidrocarburs en medi marí. L'augment de la superfície hidrocarbur-aigua deguda als agents dispersants, afavoreix la biodegradabilitat.
- En contrapartida, augmenten l'exposició de la vida marina als hidrocarburs en el lloc on han estat dispersats. Els dispersants potencien la toxicitat local.

L'ús de dispersants s'ha de decidir mitjançant una comparació dels danys potencials que poden causar al medi ambient els hidrocarburs tractats i no tractats, tenint en compte els efectes a llarg i curt termini. És molt important la tria de la substància química que s'utilitza com a dispersant.
En el cas concret del vessament d'Exxon Valdez es va utilitzar el dispersant Corexit.

#### Mètodes d'aplicació
1. Des d'embarcacions: unes bombes instal·lades en vaixells especialment condicionats polvoritzen el dispersant sobre les taques de cru. Els problemes del mètode són que els vaixells no poden accedir a totes les zones del vessament i que, quan el petroli emulsiona, els productes químics poden caure sobre aigua no contaminada.
2. Des de l'aire: avions especialment dissenyats capaços de volar a baixa alçada i amb un alt grau de maniobrabilitat, s'encarreguen de polvoritzar amb els dispersants els vessaments. És el millor tractament i el de més ràpida resposta, ja que amb l'avió es pot arribar a tota la superfície de la taca.
3. A la costa: també es poden utilitzar dispersants en platges i roques dels litorals en les etapes finals de la neteja. Els encarregats de la polvorització del dispersant són vehicles adaptats en llocs accessibles o equips portàtils en zones de difícil accés.

#### Modus operandi
- Aplicació del dispersant en la superfície marina.
- Atac de les molècules del dispersant al petroli produint la seva emulsió.
- Acció de les onades i turbulències marines aconseguint la dispersió de la mescla petroli-dispersant.
- Dilució final del petroli anteriorment concentrat sobre la superfície marina.

#### Impactes mediambientals produïts pels dispersants
Els dispersants i les partícules de petroli dispersades constitueixen elements tòxics per a alguns organismes. Com que les concentracions de petroli dispersat són diluïdes amb rapidesa, els organismes estan exposats a aquest efecte en un període curt. Els principals problemes de l'ús de dispersants són els següents:
- Elevada viscositat en la superfície marina, que pot causar anòxia al sistema aquàtic si aquest és petit com per exemple en estuaris, ports i platges.
- Prop de la costa, l'emulsió petroli-dispersant penetra en els sediments.
- Amb l'ús dels dispersants s'està introduint una substància tòxica.
- Afecten espècies i cries.
- Redueixen la fotooxidació.
- En les platges, fan que el cru penetri més profundament dins la sorra.
- Carreguen d'hidrocarburs el medi aquàtic.